# Sovchoz
Een sovchoz (Russisch: совхоз, советское хозяйство, sovetskoje chozjajstvo) was een collectieve staatsboerderij ten tijde van de Sovjet-Unie. In tegenstelling tot de kolchozen was op deze boerderijen alles eigendom van de staat en de mensen die er werkten waren in loondienst van de staat.
De Nieuwe Economische Politiek bereikte zijn hoogtepunt in 1925. Daarna werden de vrijheden ingeperkt en nam de invloed van de staat op de economie toe. Er werd gewerkt aan het eerste vijfjarenplan, een ambitieus programma om de industrie in de Sovjet-Unie sterk uit te breiden. Om deze plannen te financieren was een reorganisatie van de landbouw noodzakelijk. Individuele boeren moesten plaats maken voor de kolchoz en sovchoz, staatsboerderijen. Ideologisch was er geen ruimte voor boeren als zelfstandige ondernemers en de schaalvergroting zou tot een hogere productie moeten leiden. De eerste plannen hiertoe werden in november 1929 publiekelijk bekendgemaakt.
De kolchoz speelde een veel grotere rol in de landbouw dan de sovchoz. De sovchoze was vanuit een ideologisch standpunt te prefereren, maar de kolchoz bood de staat meer mogelijkheden om hieraan geld te onttrekken. De staatsbedrijven waren groot, maar ook bijzonder inefficiënt. Door de vaste loonkosten leden veel sovchozen verlies die uit de staatsbegroting moesten worden gedekt. Ondanks deze problemen nam het landbouwareaal onder beheer van de sovchozen sterk toe, van 1,7 miljoen hectare in 1928 naar 16,1 miljoen hectare in 1935. De sovchoz was gemiddeld veel groter dan de kolchoz en was beter uitgerust met landbouwwerktuigen. Door een gebrek aan kennis lag de graanproductie per hectare in het oogstjaar 1931-32 op minder dan de helft van de kolchoz. Aan het begin van 1937 waren er 3992 sovchozen en 243.000 kolchozen actief in het land. Het bewerkte areaal nam na 1935 langzaam af en de grootste sovchozen werd verkleind, maar verder kreeg de sovchoz weinig aandacht tot na de dood van Jozef Stalin in 1953.
Zijn opvolger Nikita Chroesjtsjov wilde de landbouwproductie verhogen door, onder andere, meer grond in cultuur te brengen, de maagdelijke-grondencampagne, onder beheer van nieuw op te richten sovchozen. De kolchoz was nog altijd de goedkopere variant gebleven en de kostenverschillen waren alleen maar toegenomen in het nadeel van de sovchoz. Hij streefde naar schaalvergroting, het aantal kolchozen daalde van 125.000 in 1950 naar 69.100 in 1958, maar ook nam het aantal sovchozen sterk toe. In 1953 hadden de sovchozen 18,2 miljoen hectare ingezaaid en dit was bijna vervijfvoudigd naar 97 miljoen hectare in 1965. Aan het einde van zijn regeerperiode heeft Chroesjtsjov zijn mislukkingen moeten toegeven, het land moest op grote schaal graan inkopen uit Canada. Latere regeringsleiders brachten geen verbetering waardoor het land regelmatig buitenlands graan moest importeren.
In 1990 telde de Sovjet-Unie nog 23.500 sovchozen. Het gemiddelde areaal was 15.300 hectare ofwel driemaal zo veel als de kolchoz met 5900 hectares.

## Naslagwerk
- (en)  Nove, Alec An Economic History of the U.S.S.R., Penquin Press, London (1969) ISBN 713900695